# 15 av. J.-C.
Pour les articles homonymes, voir 15 (homonymie).
Cette page concerne l'année 15 av. J.-C. du calendrier julien.

## Événements
- 1er janvier : Marcus Livius Drusus Libo et  Lucius Calpurnius Piso, consuls[1].

- Tibère et Drusus défont les peuples entre les Alpes et le Danube et soumettent la Rhétie[1]. Le Danube devient une frontière de l'Empire romain jusqu'à sa source.
- Fondation d'Augsbourg (Augusta Vindelicorum)[2].
- Fondation d'Autun (Augustodunum)[3] par les  Romains. Les Éduens abandonnent progressivement Bibracte pour Autun.
- Fondation du vicus de Lousonna (Lausanne)[4].
- Création à Lugdunum d'un second atelier monétaire impérial[5].
- Valeria obtient le statut de municipe[6].

## Naissances
- 24 mai : Germanicus.
- 7 octobre : Nero Claudius Drusus, fils de l'empereur Tibère.
- Phèdre, fabuliste latin (date approximative).

## Décès en 15av. J.-C.
- Properce, poète élégiaque latin (né en Ombrie v. 47 av. J.-C.).
- Lucius Munatius Plancus, sénateur romain.